# 路考茶
路考茶（ろこうちゃ・ろかうちや）とは、赤みがかった暗い黄褐色。
明和3年の川柳に「うくひすといふて路考は染めにやり」とあるため、鶯色（江戸時代は本来の鶯色に茶色がかった鶯茶のこと）と同色という説もあり、こちらに従えば緑がかったくすんだ茶色である。
歌舞伎役者の二代目瀬川菊之丞、通称「王子路考」が明和3年に「八百屋お七」の下女お杉役で舞台に上がった時に身に付けた色。
江戸中の女性がこぞって真似をしたといい、その後、明治に至るまで好まれた。
特定の人物名を冠した色名としては最も代表的な色である。